# Pierre Garet
Pour les articles homonymes, voir Garet.
Pierre Garet, né le 7 septembre 1905 à Montdidier (Somme), mort le 10 décembre 1972 à Amiens, est un homme politique français. Il est député de la Somme de 1945 à 1958 et ministre à trois reprises durant la IVe République.

## Biographie

### Jeunesse et études
Pierre Léon Maurice Garet est, le fils de Maurice Léon Alexandre Garet et de Marie Thérèse Françoise Lépinois, et le petit-fils de Léon Auguste Garet et de Céline Marie Carré.
Il suit des études de droit et est titulaire d'une licence en droit.

### Parcours politique
Juriste, il est élu en 1945 à l'Assemblée nationale, sous les couleurs du Mouvement républicain populaire, avant de passer aux Républicains indépendants en 1949 et d'en présider le groupe parlementaire de 1953 à 1956. Il est président de la Commission de la reconstruction et des dommages de guerre en 1951.
Il est conseiller municipal d'Amiens de 1947 à 1971.
Du 8 mars 1952 au 8 janvier 1953, il est ministre du Travail et de la Sécurité sociale dans le gouvernement Pinay. Puis, il devient ministre de la Reconstruction et du Logement dans les cabinets Gaillard (du 6 novembre 1957 au 14 mai 1958) et Pflimlin (du 14 mai au 1er juin 1958).
Pierre Garet est élu sénateur le 26 avril 1959 ; il devient vice-président de la haute assemblée. Lors de l’élection à la présidence du Sénat qui suit les élections sénatoriales de 1968, il arrive en tête des deux premiers tours de scrutin, mais s'incline au troisième tour face à Alain Poher.

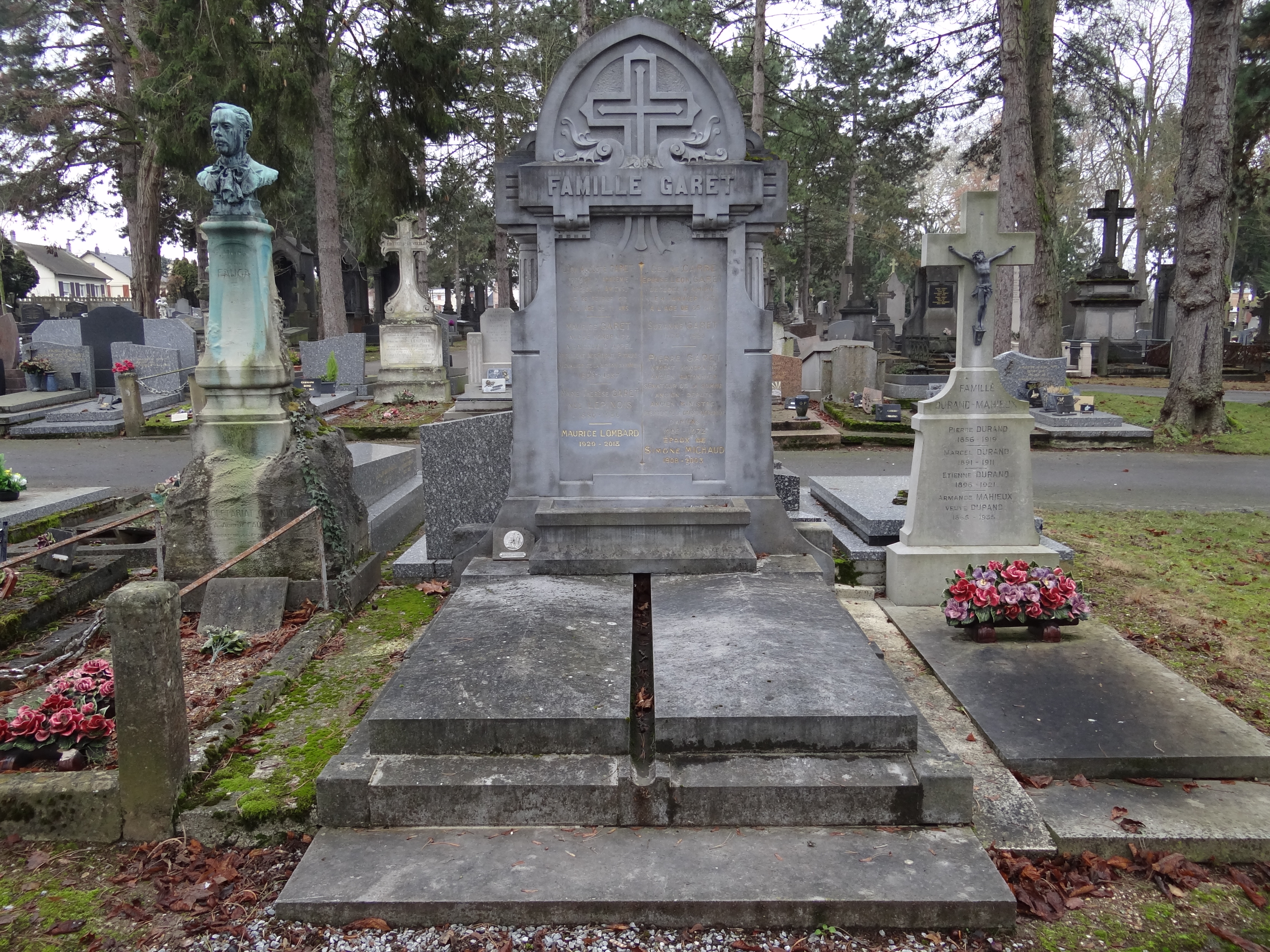
La tombe de Pierre Garet au cimetière ancien de Saint-Acheul à Amiens.

### Société académique du Touquet-Paris-Plage
Il est président et vice-président de la Société académique du Touquet-Paris-Plage de 1966 à 1972, son père, Maurice Garet, en fut l'un des principaux fondateurs en 1906, membre, président, secrétaire perpétuel et trésorier de 1906 à 1937, et son fils, Jacques Garet, en fut membre, président et secrétaire perpétuel de 1992 à 2011,,,,.

## Hommage
Une rue d'Amiens porte le nom de « rue Pierre-et-Maurice-Garet ».